# Karol Ferdynand d’Artois
Karol Ferdynand d’Artois, książę de Berry, fr. Charles Ferdinand d’Artois, duc de Berry (ur. 24 stycznia 1778 w Wersalu, zm. 14 lutego 1820) – najmłodszy syn króla Karola X i Marii Teresy Sabaudzkiej (córki Wiktora Amadeusza III i Marii Antonietty).
Podczas rewolucji francuskiej razem ze swoim ojcem (wtedy jeszcze hrabią d’Artois) uciekł z Francji i w latach 1792–1797 służył w armii księcia Kondeusza. Później dołączył do armii rosyjskiej i w 1801 osiadł na 13 lat w swojej londyńskiej rezydencji. W 1806 poślubił nawet Angielkę – Amy Brown Freeman (1783–1876), z którą miał dwie córki:
- Charlotte-Marie-Augustine, hrabinę d'Issoudun, księżną de Faucigny-Lucinge-et-Coligny (13 lipca 1808–13 lipca 1886),
- Louise-Charlotte-Marie, hrabinę de Vierzon, baronową de Charette (29 grudnia 1809–26 grudnia 1891).

W 1814 Karol powrócił do Francji i jego małżeństwo zostało anulowane ze względów politycznych. W 1816 poślubił księżniczkę sycylijską – Karolinę Ferdynandę Burbon (1798–1870) – najstarszą córkę króla Franciszka I. Z Karoliną miał dwoje dzieci:
- Louise-Marie-Thérèse (1819–1864), żonę kuzyna Karola III, księcia Parmy,
- Henri-Charles-Ferdinand-Marie-Dieudonné (1820–1883), który odziedziczył tytuł księcia Bordeaux, ale znany był bardziej jako hrabia Chambord, pretendenta do tronu Francji, męża Marii Teresy de Austria-Este.

13 lutego 1820 Karol został zaatakowany i śmiertelnie raniony przez rymarza Louisa Pierre’a Louvela, kiedy opuszczał budynek paryskiej opery razem ze swoją żoną. Zmarł 14 lutego, a siedem miesięcy po jego śmierci Karolina urodziła pogrobowego syna. Karol został pochowany w bazylice Saint-Denis.